# Notre-Dame-Limite
Notre-Dame-Limite est un quartier de Marseille, situé dans le 15e arrondissement et faisant partie des quartiers nord. Il est situé à la frontière entre Marseille et Septèmes-les-Vallons, d’où la dénomination "Limite" choisie pour remplacer celle "de la Douane" en vigueur jusqu'en 1947.
Un quartier éponyme existe à Septèmes-les-Vallons et les riverains traversent donc quotidiennement d'une ville à l'autre pour diverses raisons 
Il est également traversé par la Caravelle, plus connue sous le nom de Ruisseau des Aygalades. Une majorité de rues est en pente car le quartier a été construit sur des collines et des vallons.
C'est également dans ce quartier que se trouve l'Hôpital Nord, un des hôpitaux les plus connus de la ville de Marseille.
Le quartier est desservi par cinq lignes LeBus RTM, les B2, 96, 97, 121 et 122 ainsi que par une ligne LeCar : le 51. Le quartier est situé entre les gares ferroviaires de Septèmes-les-Vallons et Saint Antoine. Il est également un quartier où l’offre de logement est très mixée. De la maison individuelle jusqu’aux grands ensembles, en passant par des copropriétés. Le Mont D’Or (Individuel), La Solidarité (H.L.M) et la Chesnaie (Copropriété) peuvent en témoigner.

## Grands ensembles
Il abrite plusieurs grands ensembles d’immeubles tels que La Solidarité, Kalliste, Les Bourrely-Perrin ou la Granière.